# Command-line-interface

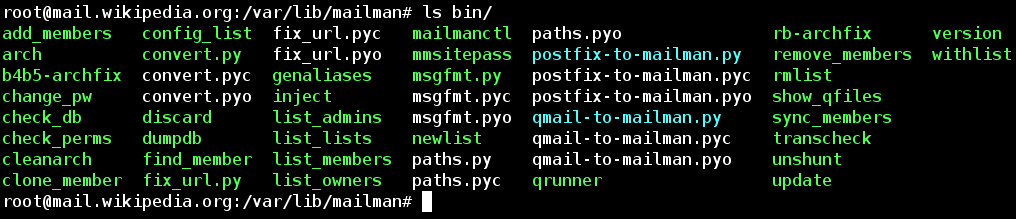
Terminal in Linux

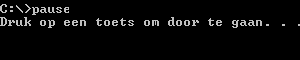
Opdrachtprompt in Windows Vista

Wanneer een shell of computerprogramma de command-line-interface (afgekort CLI en ook wel opdrachtregelinterface, commandoregel of terminal) aanbiedt, wil dat zeggen dat de gebruiker regels met tekst die een of meerdere opdrachten bevatten moet invoeren. Nadat de opdracht is uitgevoerd krijgt de gebruiker weer de gelegenheid om de shell of het programma aan te spreken door op de opdrachtregel een nieuwe opdracht in te geven. De CLI geldt als tegenhanger van de bekendere grafische gebruikersomgeving (ofwel de GUI, Graphical User Interface).
Een opdracht of commando wordt doorgaans afgesloten met de 'Enter'-toets. Een opdracht kan bijvoorbeeld een opdracht voor de shell of voor het programma zelf zijn of de naam van een programma dat uitgevoerd moet worden. Bij de meeste opdrachten kunnen allerlei opties meegegeven worden.
Besturingssystemen zoals DOS (command.com) en Unix (bash, csh, tcsh) bijvoorbeeld. maken gebruik van dit systeem. Men maakt bij dit type interface voornamelijk gebruik van het toetsenbord om opdrachten op te geven.
Het voordeel hiervan is dat de gebruiker veel gedetailleerdere opdrachten kan geven dan met een GUI mogelijk is en dat ook constructies zoals lussen en conditionele statements (if-then-else) mogelijk zijn. Aan de andere kant heeft een CLI een steilere leercurve dan een GUI, omdat de CLI parate kennis bij de gebruiker vereist.
Om erachter te komen welke commando's beschikbaar zijn, is soms een commando gemaakt dat een overzicht van de mogelijkheden geeft. Zo'n commando is bijvoorbeeld: "man" (van manual, handleiding), "info" (Unix), "help" of "?". Unixprogramma's worden verondersteld een hulpoptie te bieden (meestal -h of --help) met een korte uitleg over de gebruikte parameters.
Naast shells zijn er ook andere programma's die met een CLI (kunnen) werken. De FTP-client en de Telnet-client van Microsoft in Windows 2000 en Windows XP bijvoorbeeld gebruiken een opdrachtregel.
Veel Unix-programma's bieden naast een GUI ook een CLI wat als voordeel heeft dat deze programma's in een shell-script kunnen worden gebruikt om nieuwe functionaliteit te verkrijgen. Programma's met een eigen CLI zijn tamelijk zeldzaam, maar interpreters zoals Python, SWI-Prolog en verschillende SQL-databaseclienten (zoals PostgreSQL en MySQL) zijn hier de uitzondering en bieden wel een eigen CLI.